# Meltem Akçöl
Meltem Akçöl (* 1. Januar 2001 in Istanbul) ist eine türkische Schauspielerin.

## Leben und Karriere
Akçöl wurde am 1. Januar 2001 in Istanbul geboren. Von 2021 bis 2022 spielte sie in der Fernsehserie Kırık Hayatlar die Hauptrolle. Ihre nächste Hauptrolle bekam sie 2022 in der Serie Duy Beni. 2023 ist Akçöl in der Serie Gülcemal zu sehen.

## Filmografie (Auswahl)
- 2021–2022: Kırık Hayatlar (Fernsehserie, 100 Episoden)
- 2022: Duy Beni (Fernsehserie, 20 Episoden)
- seit 2023: Gülcemal (Fernsehserie)